# Body
Body er en kortfilm instrueret af Karen Kristensen efter eget manuskript.